# Walibi (mascotte)
Walibi is de hoofdmascotte van de Walibi (Walibi Sud-Ouest, Walibi Belgium, Aqualibi, Walibi Rhône-Alpes en Walibi Holland) parken. Walibi lijkt op een wallaby, een kangoeroesoort. De mascotte wordt gezien als de gastheer van de parken.
De oorspronkelijke mascotte werd ontworpen door Guy Dessicy in opdracht van het Belgische reclamebureau Publiart.

## Gebruik
Walibi werd voor het eerst geïntroduceerd in 1975 bij de opening van het eerste Walibi-park; Walibi Belgium. Toen Eddy Meeùs in 1989 het Avenir Land overkocht, werd de Walibi ook hier de mascotte. In 1992 ging Walibi Aquitaine open, en ook hier werd de mascotte geïntroduceerd. Als laatste werd de kangoeroe ook geïntroduceerd in Walibi Flevo (nu Walibi Holland). Walibi werd van 1991 tot 2006 ook gebruikt in Walygator Parc maar na de overname van de StarParks-parken, door kermisklanten is de Walibi daar verdwenen. Voor het seizoen 2011 voorzag Walibi een grondige metamorfose van haar parken en ook de kangoeroe. Vanaf april 2011 liep er een totaal vernieuwde kangoeroe rond in de vier Walibiparken. Daarnaast kreeg hij een slechte tweelingbroer: Squad. In januari 2016 werd Walibi Sud-Ouest verkocht aan de Spaanse groep Aspro Ocio. Het park mag alvast voor een periode van minstens drie jaar haar naam verder blijven gebruiken.
Bij Walibi Holland is de kangoeroe na 2016 verdwenen als beeldmerk. De mascotte verdween vanaf 2017 uit het logo en zijn standbeeld bij de ingang werd in 2018 weggehaald.
In 2020 kreeg de mascotte een nieuw uiterlijk.

## Galerij

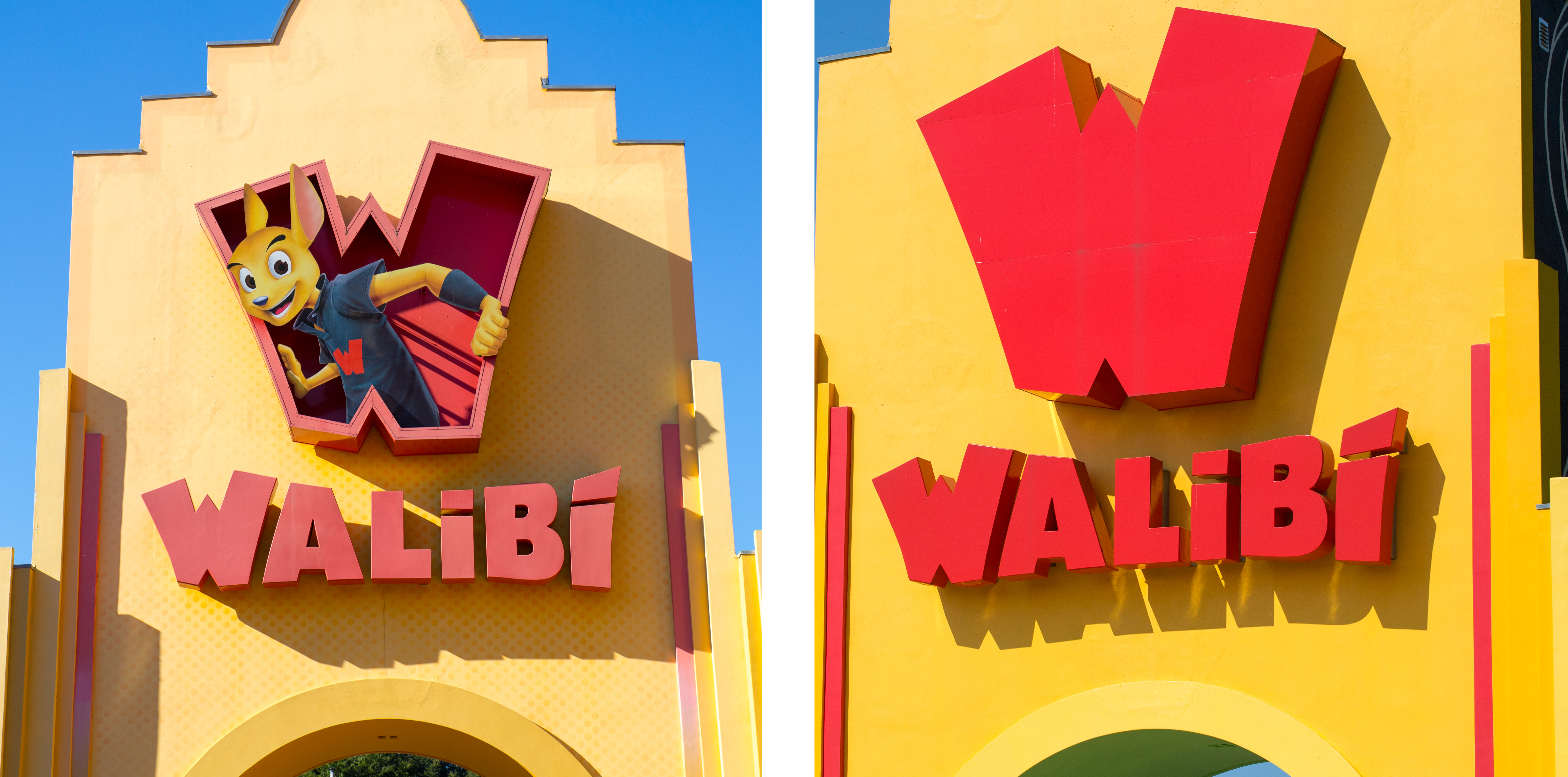
De mascotte werd eind 2016 uit het logo op de ingangspoort van Walibi Holland verwijderd. De foto links is uit 2016 en de foto rechts uit 2019
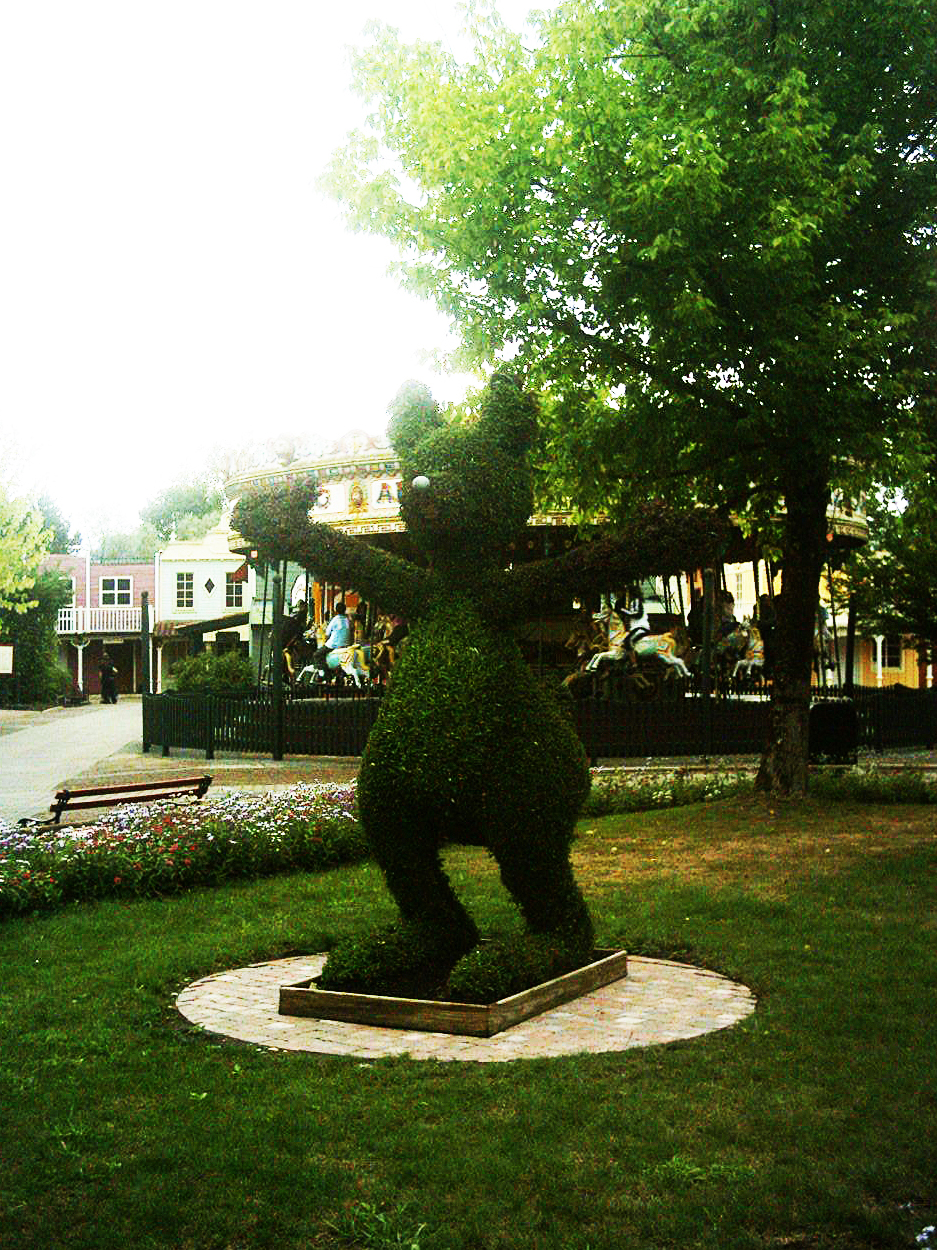
Walibi Rhône-Alpes
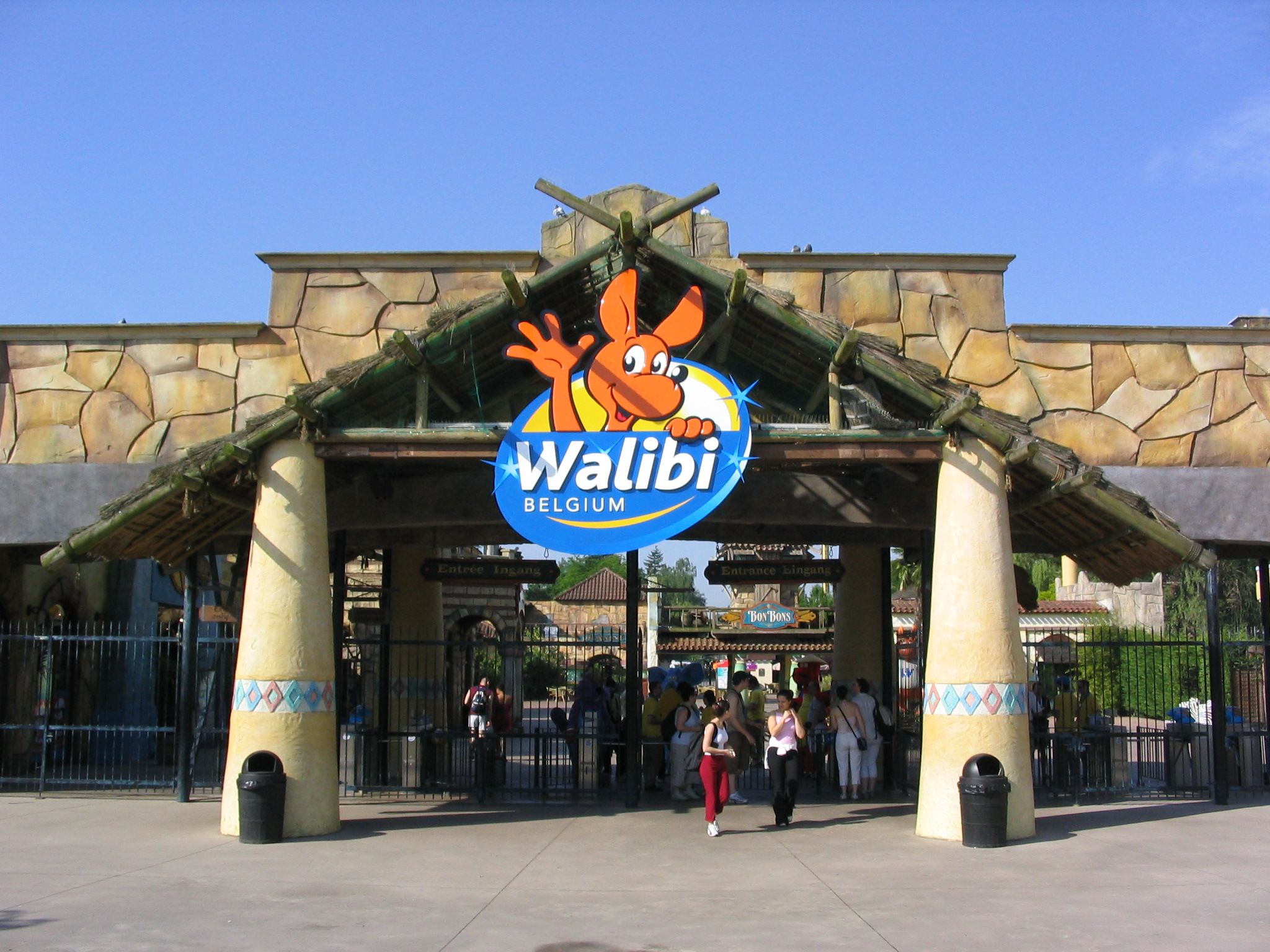
Terug als symbool (2005)
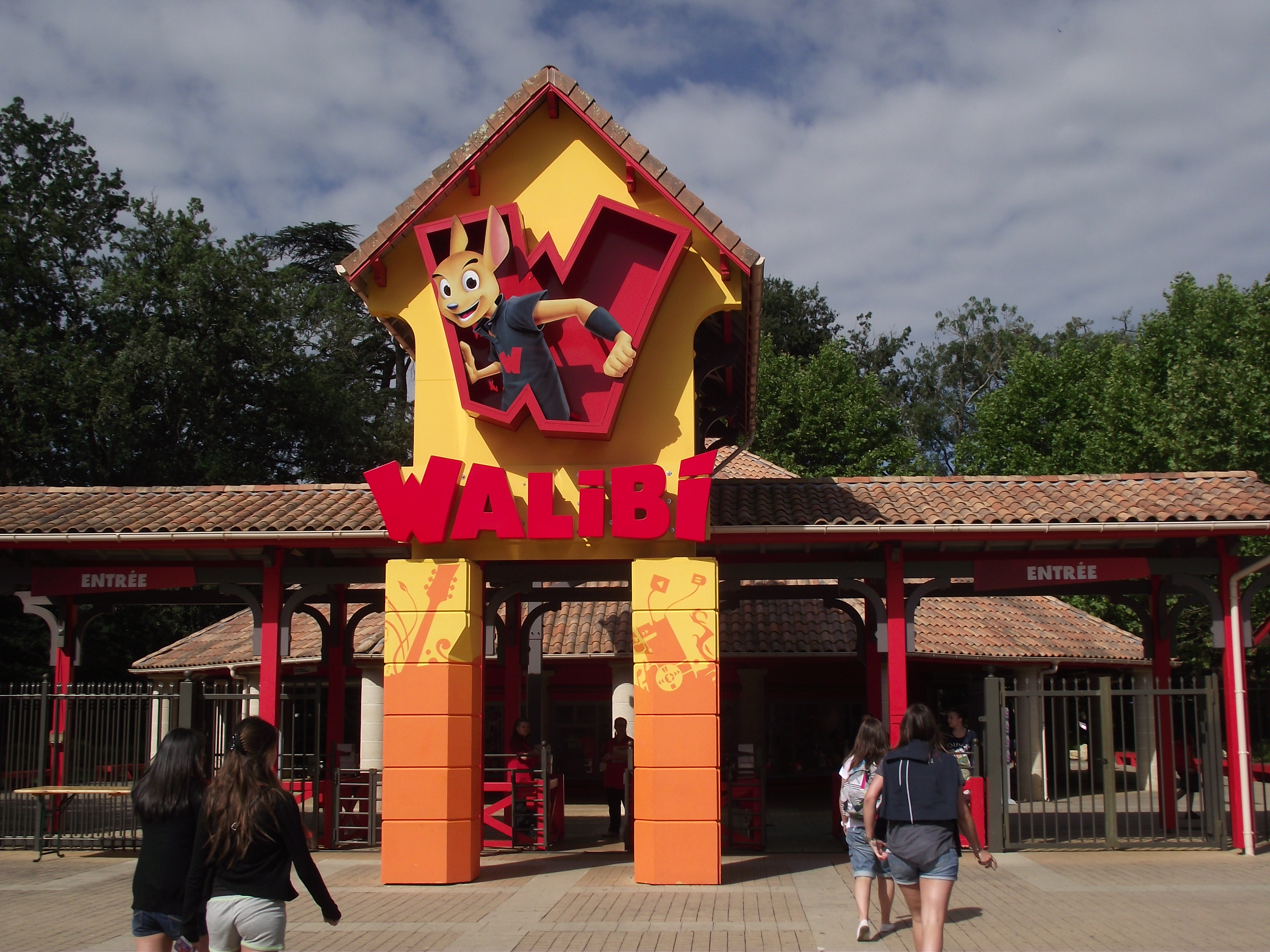
Walibi zit in een volledig nieuw kleedje (2011)
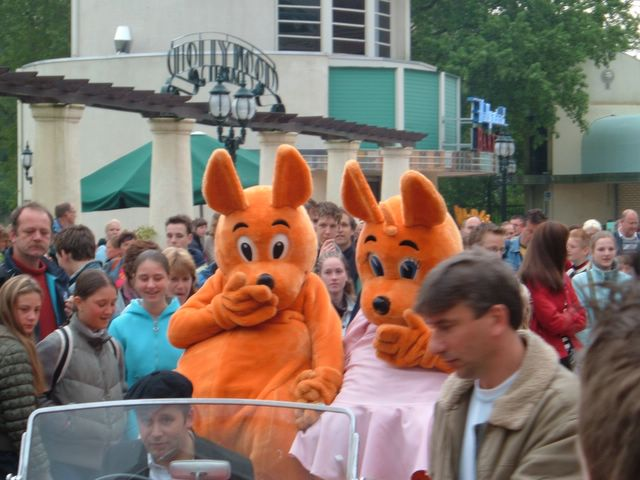
Walibi samen met Walibelle, Walibi Holland
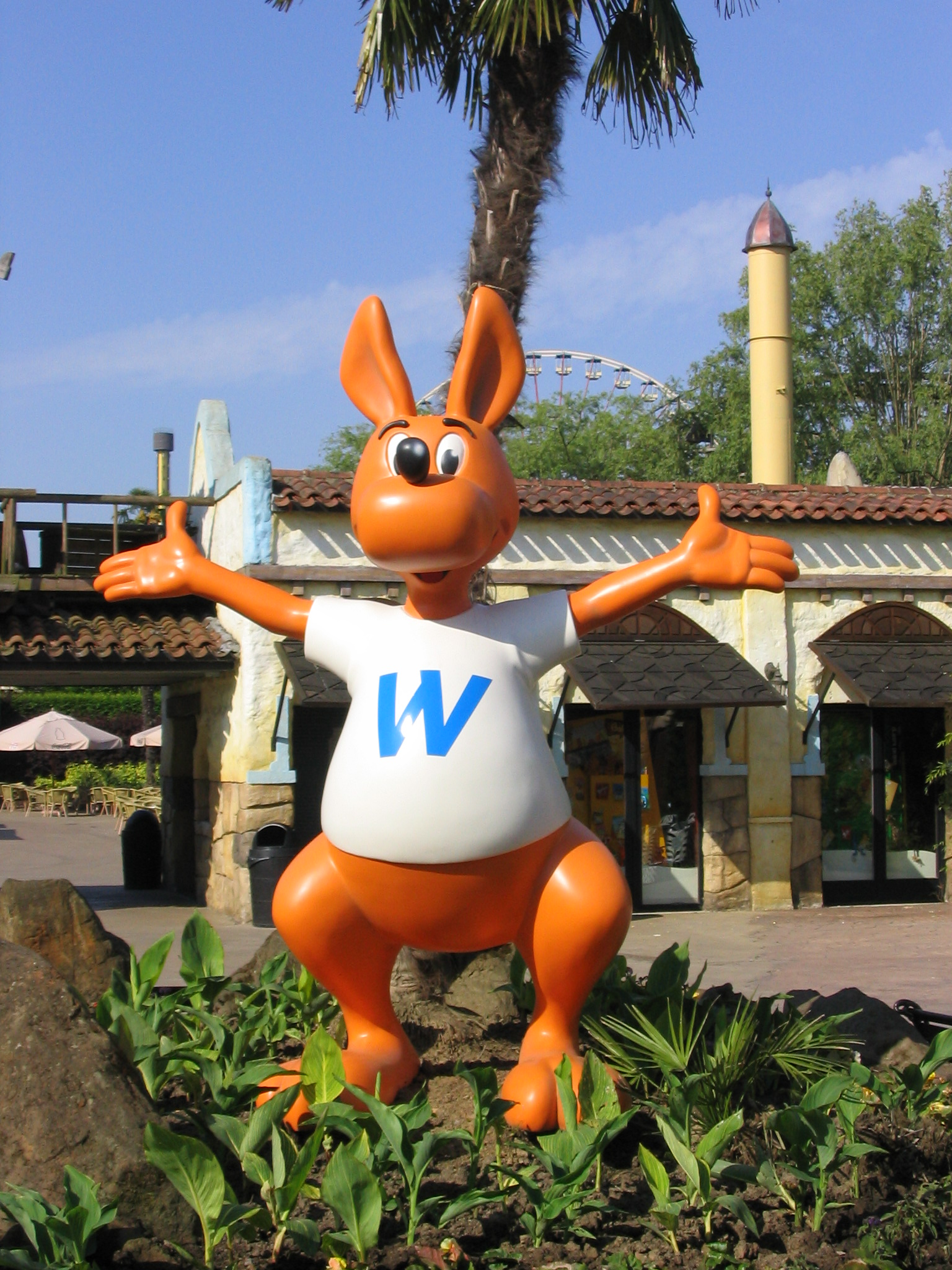
Oude mascotte in het eerste park Walibi (België)

## Trivia
- Van 1983 tot 1985 werd Walibi ook de mascotte van het voormalige voetbalteam Beerschot VAC.
- In 1996 vloog Walibi naar Los Angeles om het jubileum van International Association of Amusement Parks and Attractions te vieren.

Afbeeldingen · Geschiedenis van Walibi Belgium
Afbeeldingen · Lijst van attracties